# Paraquedistas militares
Paraquedistas militares, também conhecidos como Paraquedistas, PQDs, ou Páras, são militares treinados especialmente para serem lançados de aeronaves, aterrarem com a ajuda de um paraquedas e, a partir daí, executar missões militares, muitas vezes consideradas dentro do forro de operações especiais.
Esta força militar é usada devido à vantagem tática que advém do seu modo de atuar: pode ser lançada diretamente no campo de batalha através do ar, conferindo-lhes a oportunidade de se posicionar onde as tropas terrestres não podem ou não conseguem. Esta componente estratégica de "entrada forçada" é uma de três que existem, sendo as duas restantes a entrada forçada por terra e por mar. O facto de ser permitido aos paraquedistas serem lançados a partir de qualquer espaço no céu (desde que, claro, a aeronave que os transporte consiga levá-los ao objetivo do qual podem ser lançados) faz com que possam tomar ao inimigo determinadas posições, edifícios, fortificações, ou simplesmente para sabotar as posições inimigas a partir da sua retaguarda.

## História

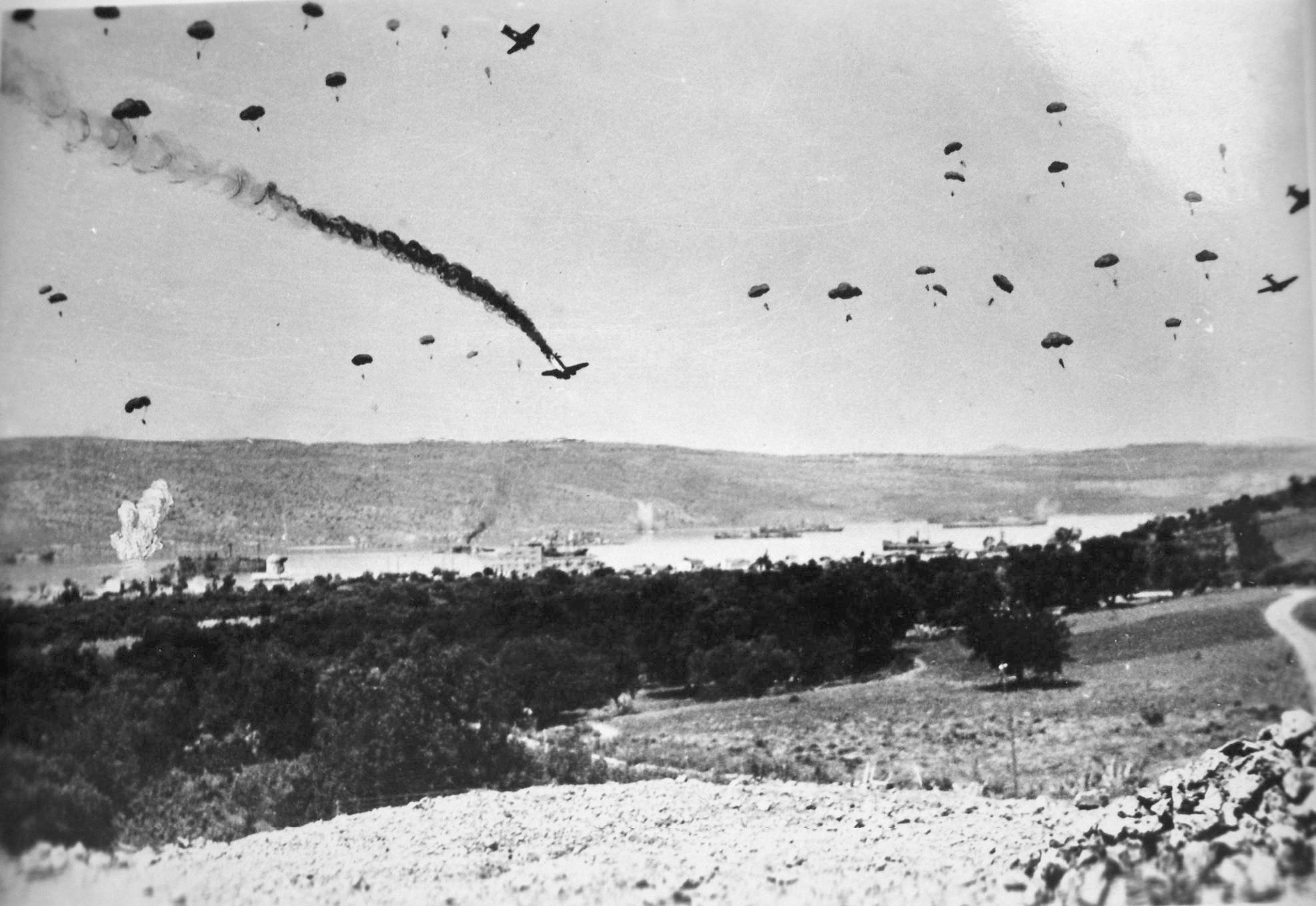
Fallschirmjägers saltando de aviões Junkers Ju 52, em maio de 1941, durante a batalha de Creta.

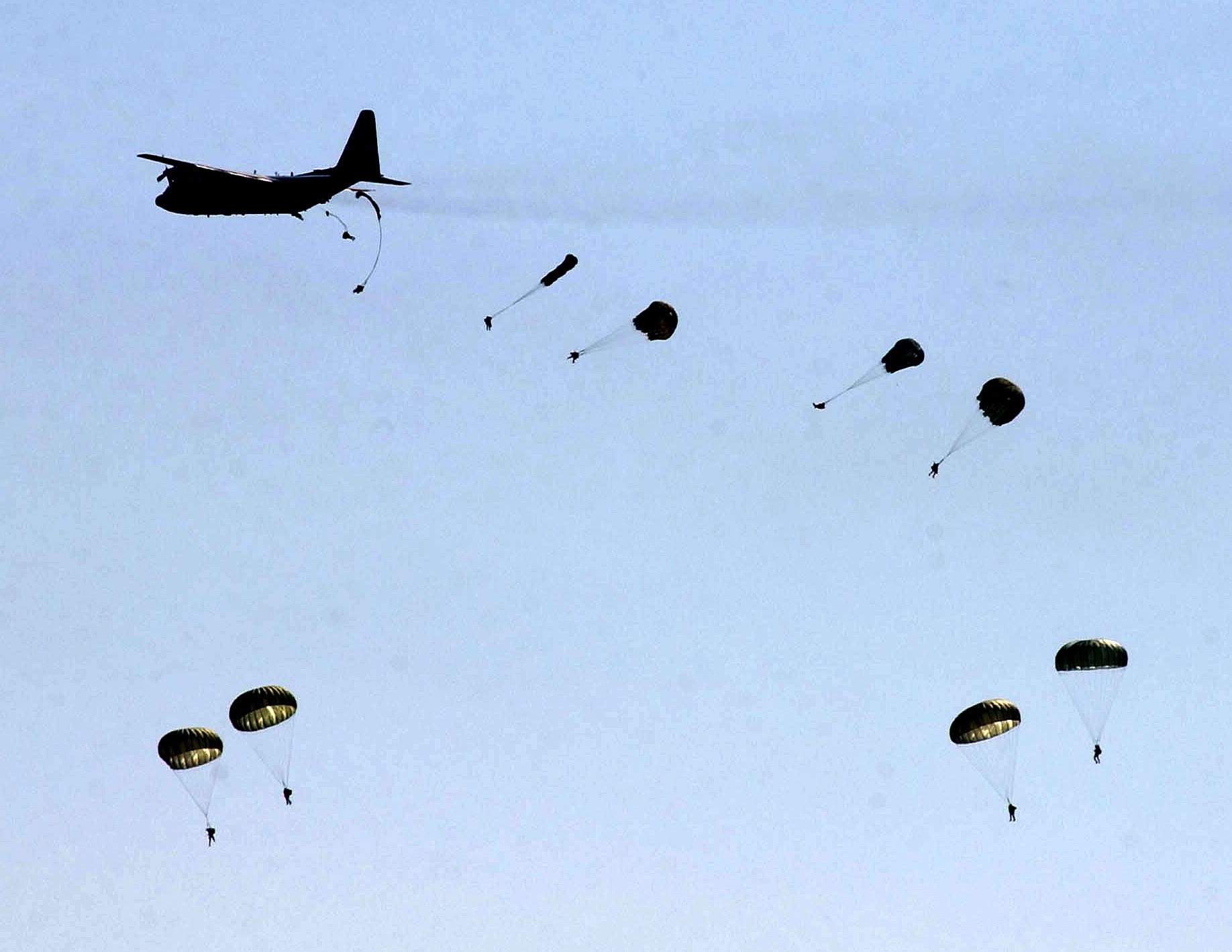
Paraquedistas da 82ª Divisão Aerotransportada (EUA).

Esta doutrina/técnica de condução de operações militares foi aplicada pela primeira vez por italianos e soviéticos. Porém, durante a Segunda Guerra Mundial, o uso em larga escala de tropas paraquedistas foi realizada pelos paraquedistas alemães Fallschirmjäger, na Operação Weserübung.
Numa fase mais tardia do conflito, o mesmo foi feito pelos norte-americanos, pelos britânicos (Serviço Aéreo Especial) e pelos soviéticos. Nesta guerra mundial, a esmagadora maioria dos paraquedistas usaram paraquedas circulares. Contudo, na atualidade, apesar de os paraquedistas ainda usarem estes paraquedas de formato circular, estes são muito mais manobráveis que os dos seus antecessores. Parte da pouca manobrabilidade destes paraquedas advém do facto de, quando imensas unidades paraquedistas são lançadas de uma só vez, impedir que haja condições para estas chocarem umas contra as outras.
Algumas forças paraquedistas especializadas fazem uso de paraquedas manobráveis, porém estas são quem decidem quando o paraquedas se abre, ao contrario do paraquedas tradicional que era automaticamente aberto ao saltar da aeronave através de uma linha estática.

## Portugal
Em Portugal, os paraquedistas militares são conhecidos por Tropas Paraquedistas ou Boinas Verdes, designação genérica das tropas portuguesas especializadas em operações militares aerotransportadas, especialmente, naquelas que envolvem saltos de paraquedas, assaltos aéreos ou lançamento de cargas.
Criadas originalmente em 1956, na Força Aérea Portuguesa (FAP), as principais unidades paraquedistas estão atualmente integradas na Brigada de Reação Rápida (BRR) do Exército Português, embora existam militares com esta qualificação em unidades pertencentes a outras organizações do Exército e mesmo nos restantes ramos das Forças Armadas.

Com características e capacidades únicas em Portugal, as Tropas Paraquedistas possuem uma longa história operacional, tendo sido projetadas para várias partes do mundo, como Angola, Moçambique, Guiné, Bósnia, Kosovo, Timor, Afeganistão, Iraque, Mali e República Centro-Africana.

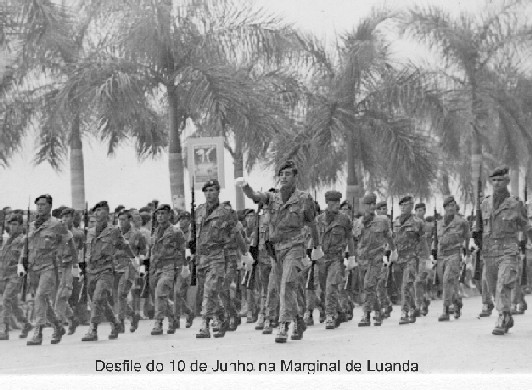
Paraquedistas em Luanda, durante a Guerra Colonial.
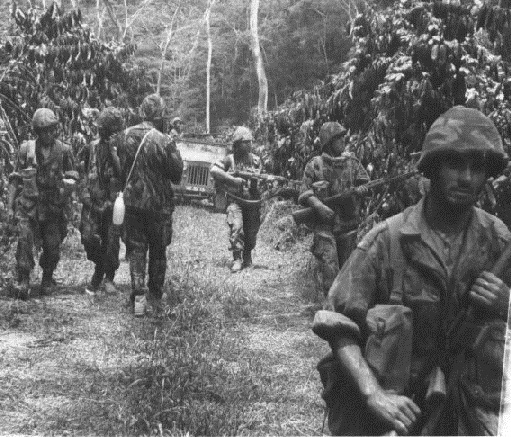
Progressão de uma coluna de paraquedistas, durante a Guerra Colonial.
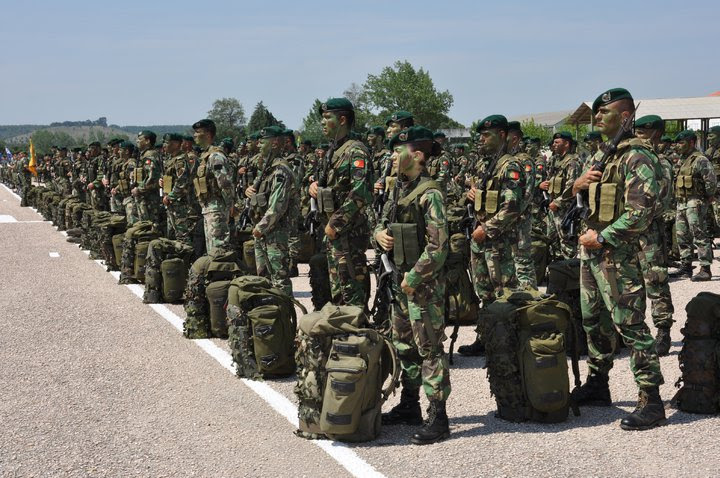
Paraquedistas durante a celebração do Dia do Paraquedista, em 23 de maio.
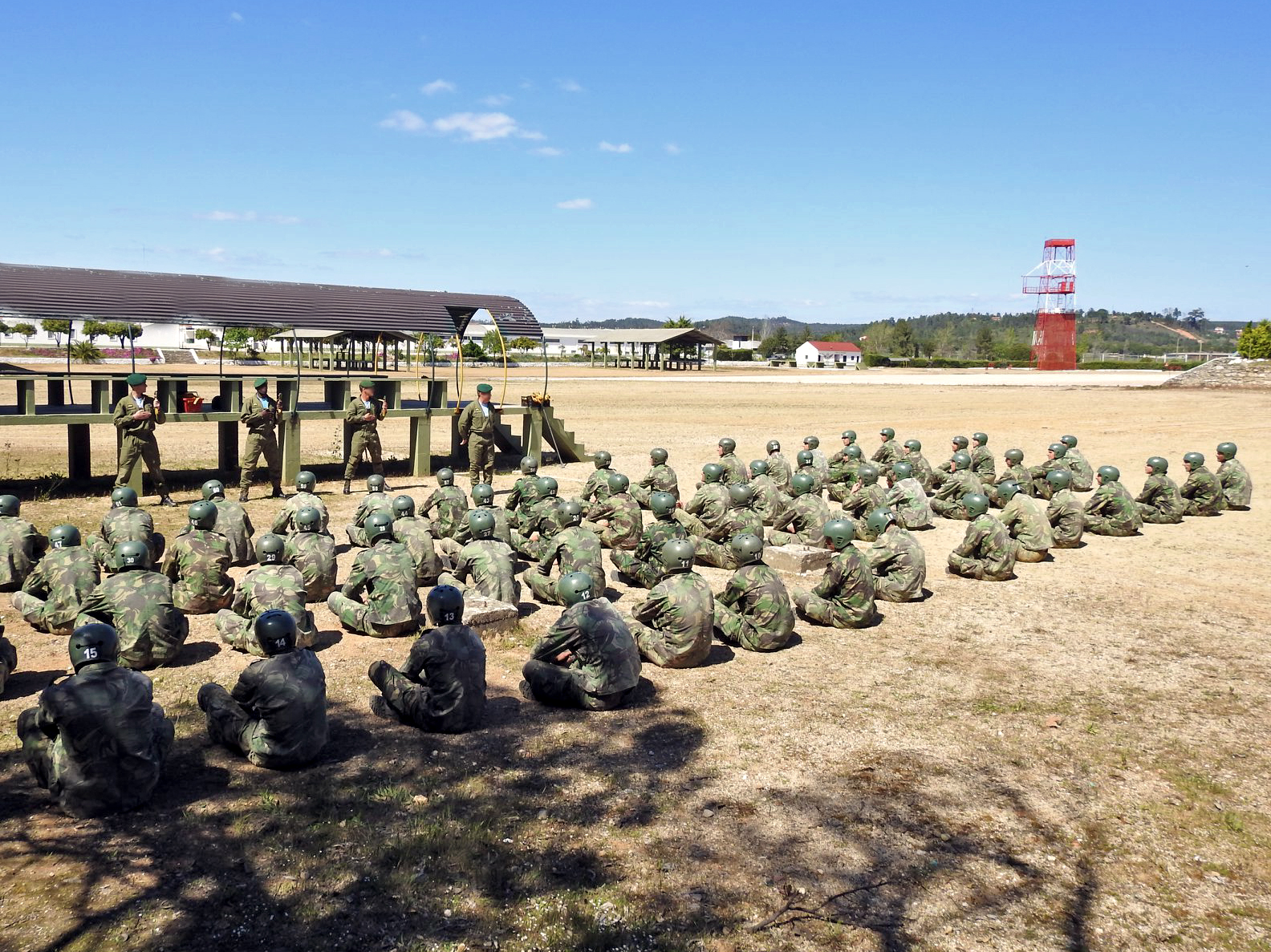
Instrução do Curso de Paraquedismo, no Regimento de Paraquedistas.
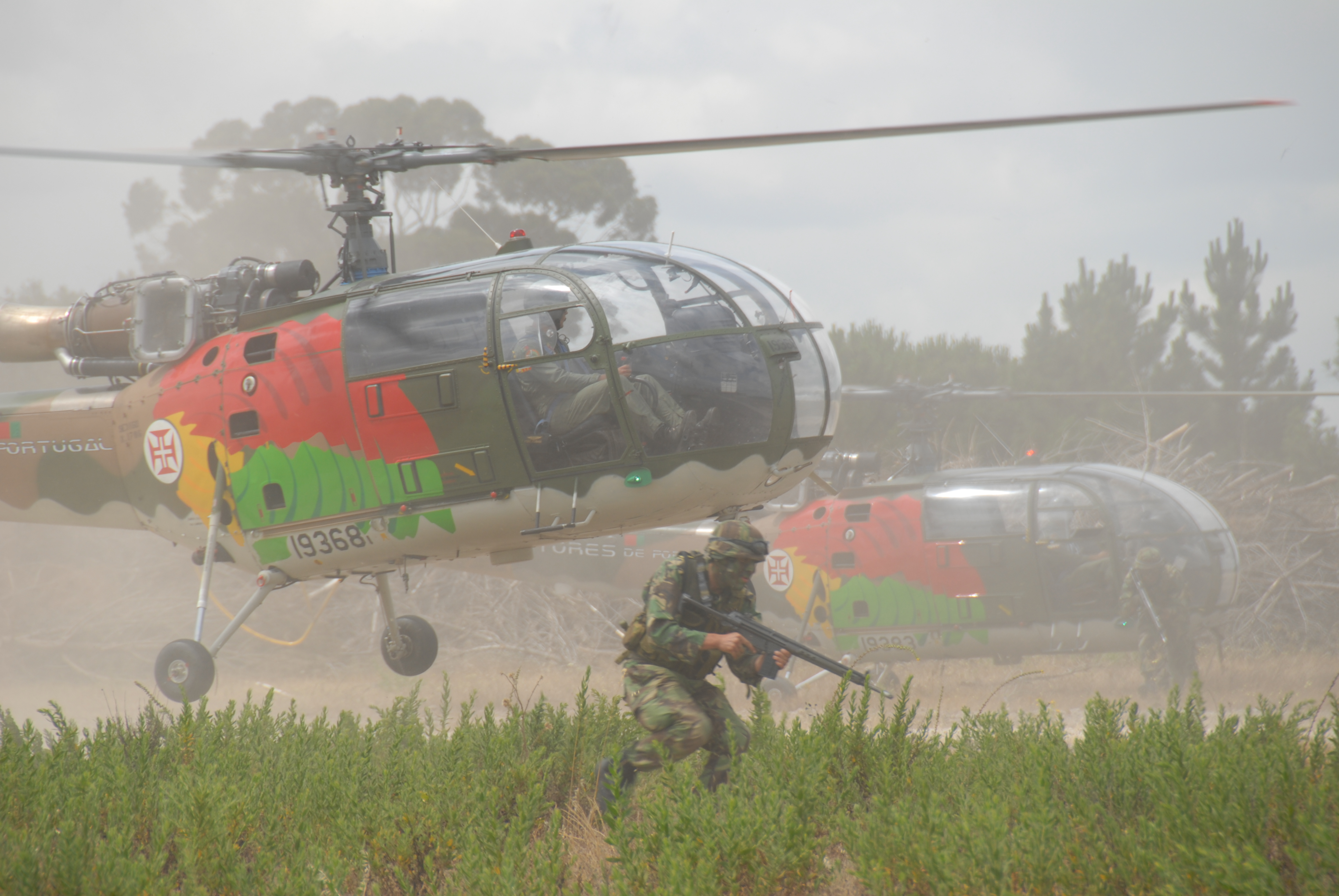
Treino de assalto aéreo, com aeronaves Allouete III.
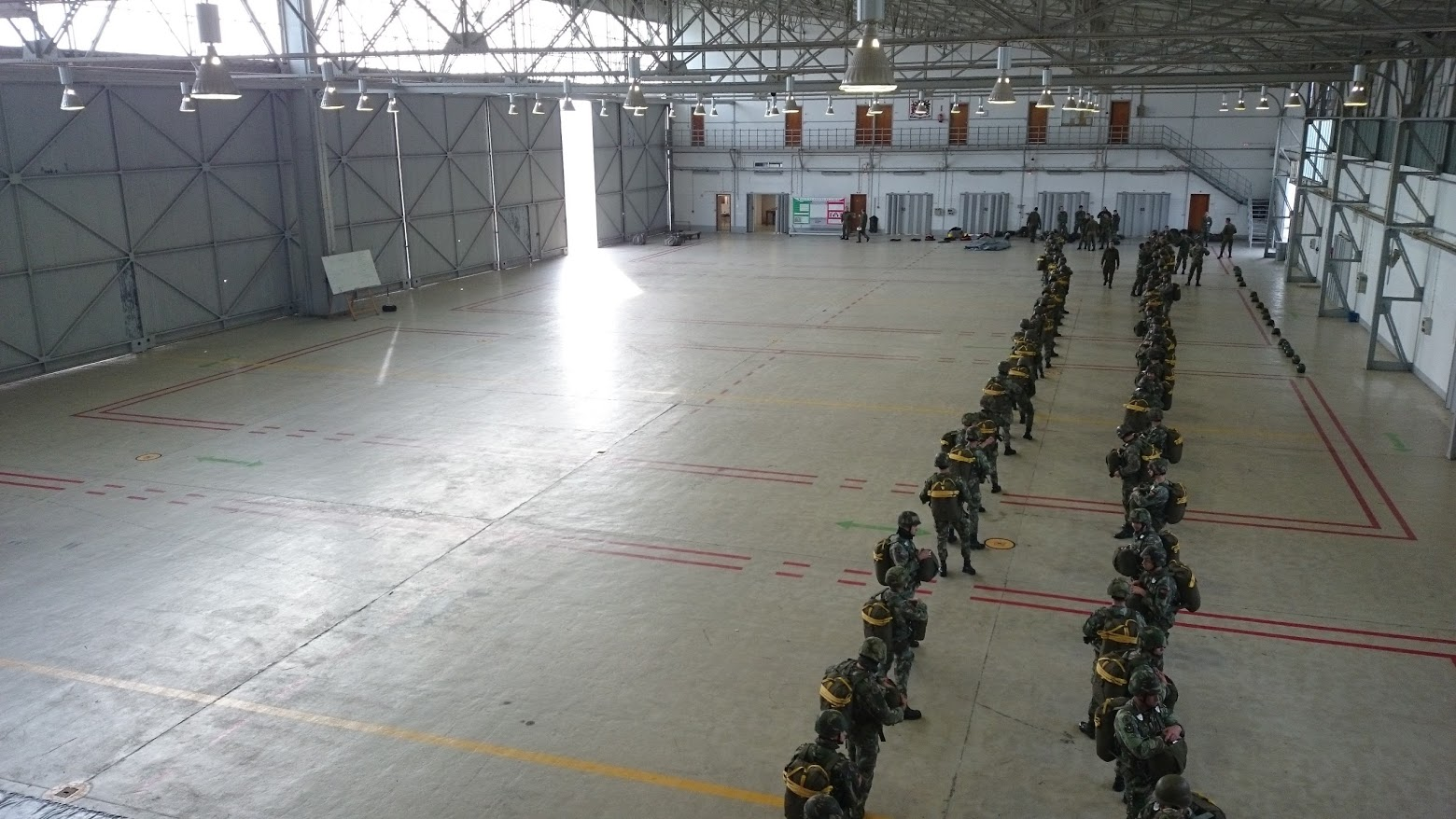
Paraquedistas equipados para salto, aguardando a ordem de embarque.

## Brasil

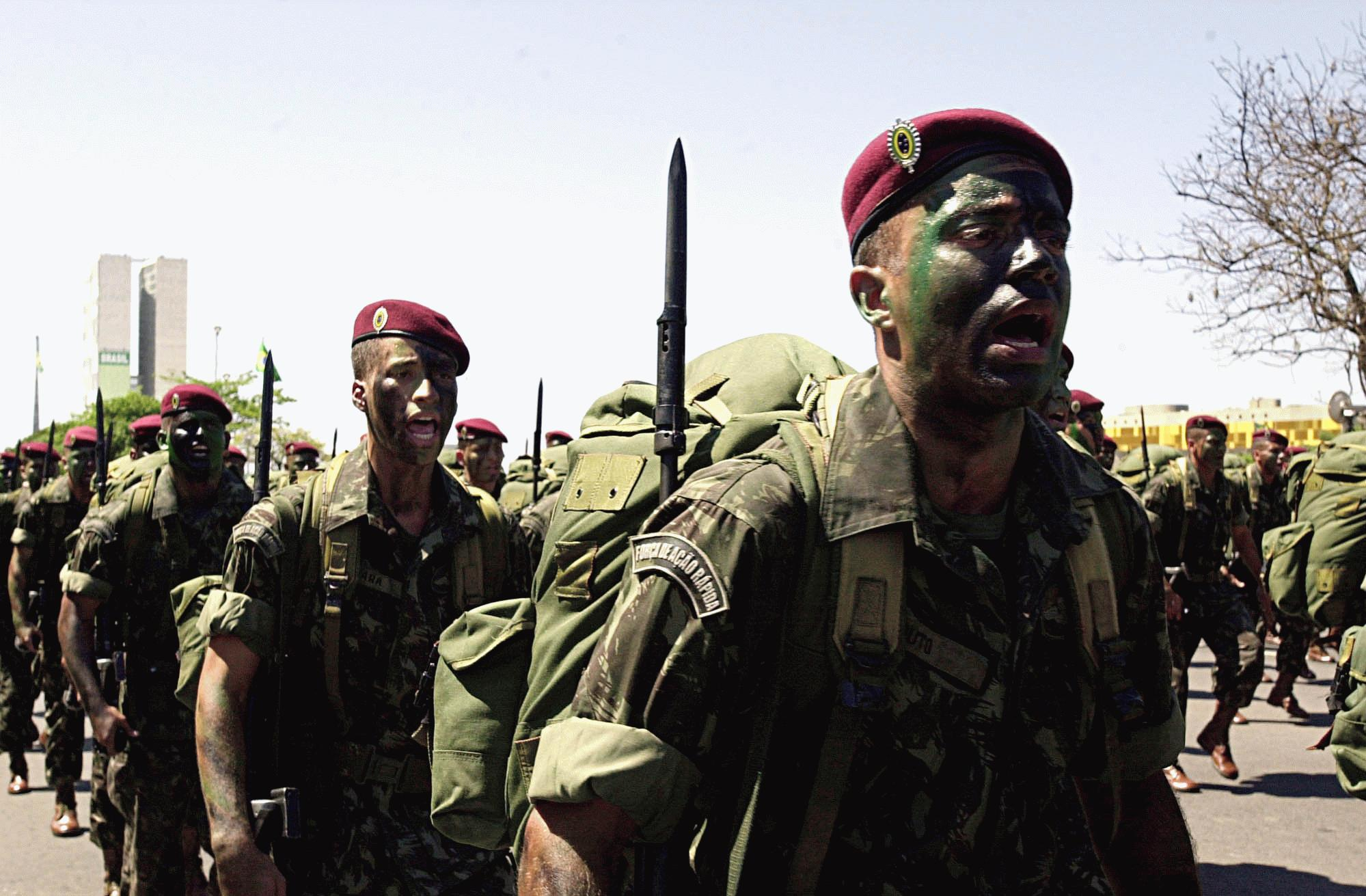
Bda Inf Pqdt durante desfile militar em comemoração ao dia da independência do Brasil em 7 de setembro de 2003.

No Brasil, os paraquedistas encontram-se organizados na Brigada de Infantaria Paraquedista (Bda Inf Pqd), uma das Brigadas do Exército Brasileiro. Sua sede localiza-se no bairro Vila Militar, na cidade do Rio de Janeiro. É subordinada ao Comando Militar do Leste, com sede no Rio de Janeiro, em conjunto com o Comando de Operações Terrestres, com sede em Brasília.
A Brigada de Infantaria paraquedista é uma das tropas de elite do Exército Brasileiro. Preparada para saltar e operar atrás das linhas inimigas. Está preparada para atuar em no máximo 48 horas em qualquer parte do território nacional, seja em ambiente de selva, caatinga, montanha e pantanal, e permanecer sem apoio logístico por até 72 horas. Após o cumprimento da missão, entrega o território a outra unidade convencional para manter a posição conquistada, de acordo com a doutrina de treinamentos do Exército Brasileiro, geralmente uma unidade ou uma brigada de infantaria blindada fica encarregada de substituir a Brigada paraquedista no terreno, após o repasse do território a outra unidade da Força Terrestre, a Brigada paraquedista é lançada novamente atrás das linhas inimigas para abrir caminho as tropas aliadas.
Além da integração com a Força Aérea Brasileira, devido a natureza de suas atividades, a Brigada de Infantaria paraquedista, também mantêm vínculos com a Marinha do Brasil, mais especificamente com o Batalhão de Operações Especiais de Fuzileiros Navais (BOpFN), que enviam todos os anos, fuzileiros navais formados, porém iniciantes do Curso de Guerra Anfíbia (Comandos Anfíbios), elite do Corpo de Fuzileiros Navais, para se formarem no curso de paraquedista militar, sendo este último a primeira fase para se concluir o curso de comandos anfíbios, assim como acontece com o curso de ações de comandos do Exército. Também enviam seus efetivos o Esquadrão Aeroterrestre de Salvamento (PARA-SAR), tropa de elite da Infantaria da Aeronáutica, para formar recursos humanos aptos a se lançarem de paraquedas e consequentemente poderem realizar operações especiais de comandos e resgates em ambientes de difícil acesso. Também são ministrados outros cursos essenciais a natureza das atividades destas instituições, como o curso de Precursor paraquedista, Mestre de Salto e Dobragem e Manutenção de Paraquedas e Suprimentos pelo Ar.